# Snäre

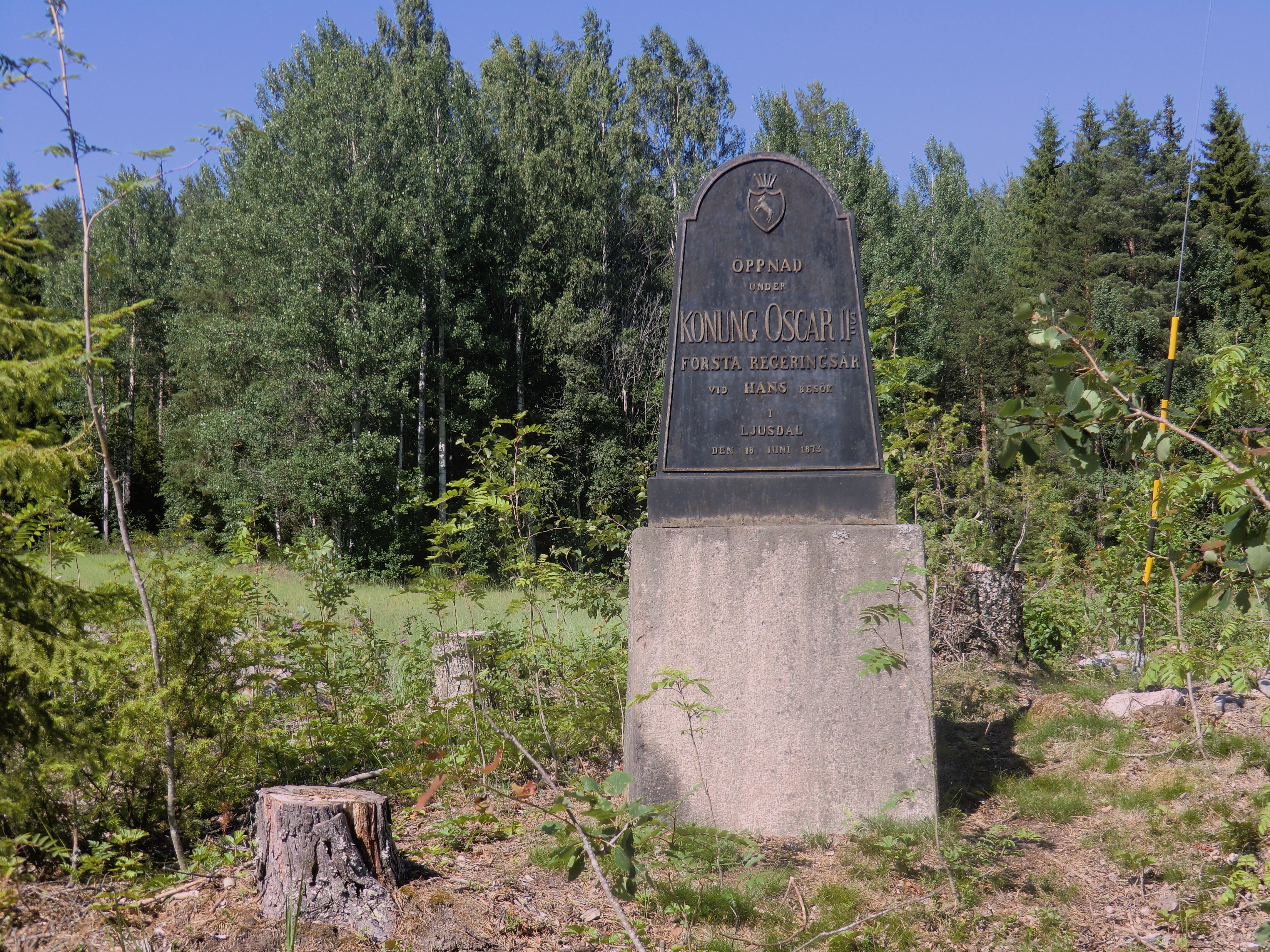
Minnessten vid Snäre byväg över vägbygget Ljusdal-Hudiksvall 1873.

Snäre är en by i Ljusdals kommun, Hälsingland, Gävleborgs län belägen strax öster om Ljusdal precis norr om Hyboklack. 
Snäre finns med som ett bodland på lantmätare Olof Tresks karta från 1640. På denna karta finns tre hus utmärkta. Enligt Bodland i Norra Hälsingland av Gunnar Bodvall var det runt denna tid som Snäre började få bofasta. Han beskriver också att husförhörslängden 1841 innehåller 4 hemman och 16 andra hushåll.
Vid Lapphällarna arrangerar byborna i Snäre  bl.a. gökotta.